# Hafen Triest
| Hafen Triest              | Hafen Triest                                            |
| ------------------------- | ------------------------------------------------------- |
| Gründungsjahr             | 1719                                                    |
| Typ Hafen                 | Seehafen                                                |
| Ort                       | Triest                                                  |
| Umsatz                    | Container: 755.932 TEU (2022) Rohöl: 42,4 Mio. t (2017) |
| Übersee- verbindungen     | Zur Übersicht                                           |
| Hafengebiet               | 2.304.000 m²                                            |
| Freihafen                 | 1.765.000 m²                                            |
| Lagerfläche               | 925.000 m²                                              |
| Kai Länge                 | 12.128 m                                                |
| Max. Tiefgang             | 18 m                                                    |
| Breitengrad               | 45° 39′ N                                               |
| Längengrad                | 13° 47′ O                                               |
| Betreiber                 | Hafenbehörde Triest (Autorità Portuale Trieste)         |
| Präsident                 | Zeno D’Agostino                                         |
| Postadresse               | 3 Via von Bruck 34143 Triest, Italien                   |
| Homepage                  | trieste-marine-terminal.com                             |
| Satellitenbild von Triest |                                                         |

Der Hafen Triest (italienisch Porto di Trieste) ist ein Freihafen und größter Seehafen des oberen Adriatischen Meeres. Der Tiefwasserhafen gilt als maritimes Tor für Norditalien, Deutschland, Österreich und Zentraleuropa beziehungsweise als Endpunkt der maritimen Seidenstraße (Maritime Silk Road bzw. 21st Century Maritime Silk Road) mit ihren Verbindungen über den Suezkanal beziehungsweise die Türkei nach China, Japan und viele Länder Asiens. Der Hafen von Triest ist ein Logistik-Knotenpunkt und über die Baltisch-Adriatische Achse bis in den Ostseeraum und nach Skandinavien vernetzt.
Der Hafen ist Teil der nordostitalienischen Grenzstadt Triest, in direkter Nachbarschaft zu Slowenien und dem dort befindlichen Hafen Koper.

## Hafenstruktur und Nutzung
Der Hafen Triest ist in fünf Freihafenzonen unterteilt, von denen drei privatwirtschaftlich betrieben werden:
- Alter Freihafen (Punto Franco Vecchio)
- Neuer Freihafen (Punto Franco Nuovo)
- Holz-Terminal (Scalo Legnami)

Die verbleibenden zwei werden direkt von der Hafenbehörde verwaltet und beide industriell genutzt:
- Mineralöl-Freihafenzone (Punto Franco olii minerali)
- „Zaulkanal“-Freihafenzone (Punto Franco del canale di Zaule)

Das gesamte Hafengelände hat eine Fläche von 2.304.000 Quadratmeter, von denen 1.765.000 Quadratmeter zur Freihafenzone bestimmt sind. 925.000 Quadratmeter Lagerfläche stehen zur Verfügung, wovon 500.000 Quadratmeter geschlossen und überdacht sind. Die Freihafenzone ist Zollausland der Europäischen Union.
Der Hafen Triest verfügt über 12 Kais und 47 operative Liegeplätze. Ein Bahnnetz im Hafen besteht aus 75 Kilometer Gleisen, mit direktem Gleisanschluss für alle Kais.

## Geschichte

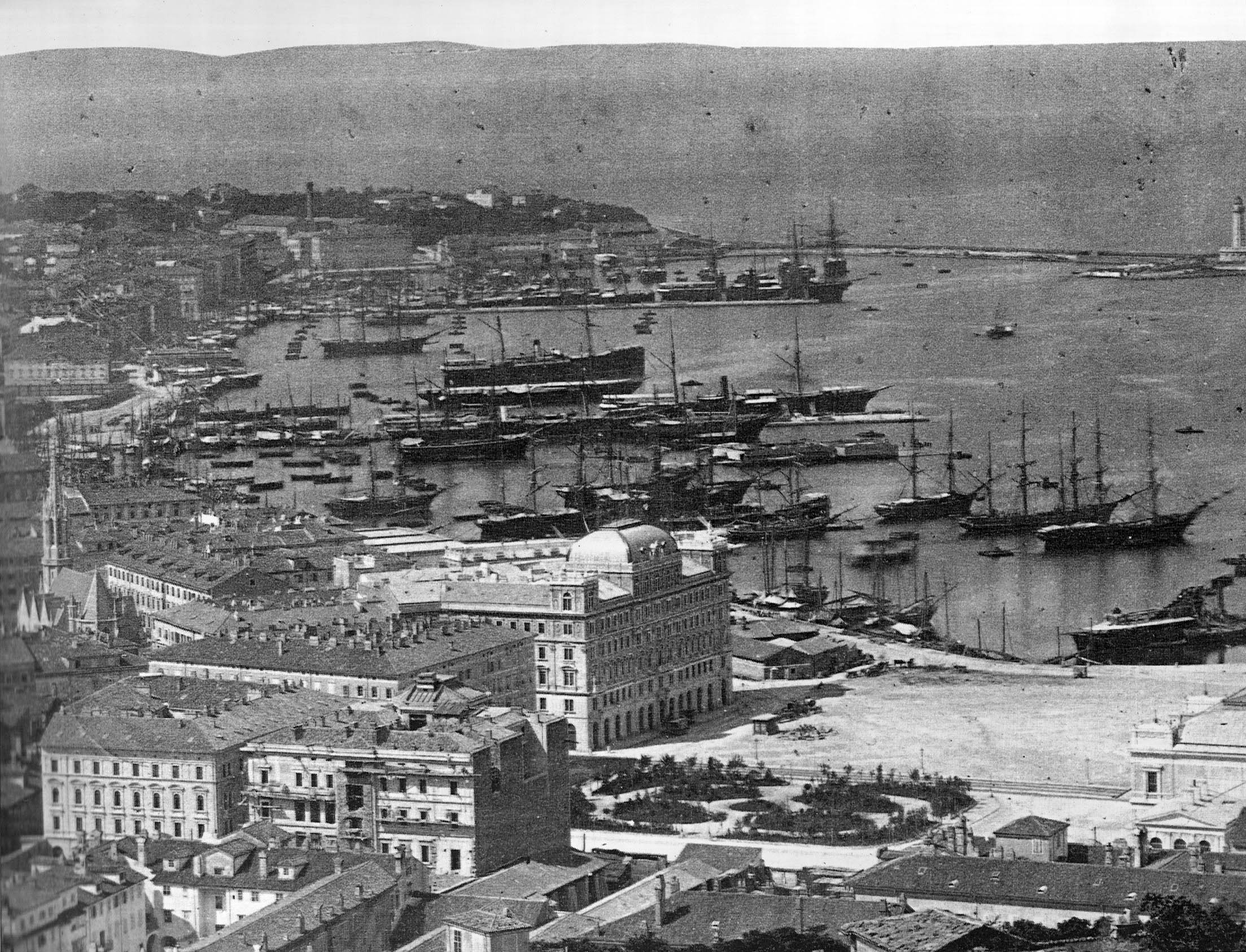
Triest mit Hafen im Jahr 1885

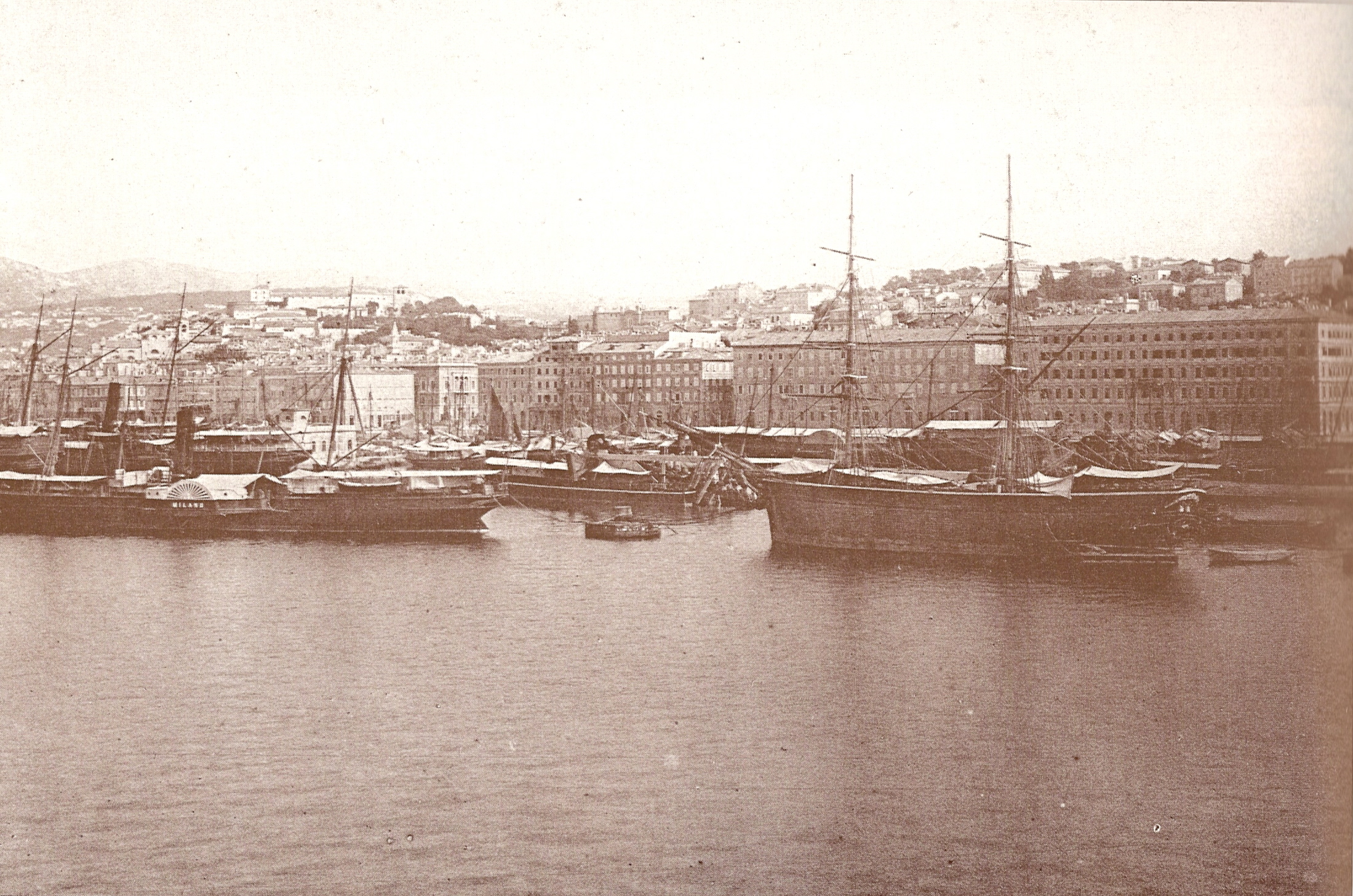
Triestiner Hafen im Jahr 1893

Im 19. Jahrhundert wurden im aufstrebenden Triest neben Versicherungsgesellschaften und Bankniederlassungen auch Schifffahrtsunternehmen und Werften gegründet. Darunter der Österreichische Lloyd (1833), die Werft „San Marco“ (1839/1840), die Werft Giuseppe Tonellos (1852) und 1860 das Lloyd-Arsenal, da die privaten Werften mit der Produktion für das schnell wachsende Schifffahrtsunternehmen nicht mehr nachkommen konnten.
Seit dem 16. Juni 1930 bilden alle Triestiner Werften (mit Ausnahme des Lloydareals) die Gesellschaft Cantieri Riuniti dell' Adriatico.

### Freihafen
Die Bedeutung des Triester Hafens als Seehafen und Umschlagstelle sowie Handels- und Wirtschaftszentrum wuchs ab dem 18. Jahrhundert mit der Gründung des Freihafens durch den römisch-deutschen Kaiser Karl VI. (Erzherzog von Österreich) im Jahr 1719. Mit österreichischer Unterstützung löste Triest Venedig in seiner führenden Rolle im Handel mit dem Nahen Osten ab und entwickelte sich zum größten Handelszentrum der Adria. 1802 liefen im Hafen von Triest 5442 Schiffe an, die 483.326 Tonnen Güter umschlugen. Am Höhepunkt der Blütezeit Triests, rund 100 Jahre später, waren es mehr als doppelt so viele Schiffe und mehr als zehnmal so viel Güterumschlag. Haupthandelsgüter waren Kaffee, Zucker und Südfrüchte sowie Weine, Öle, Baumwolle, Eisen, Holz und Maschinen.
Die Erschließung des Sueskanals im Jahr 1869 verstärkte noch die Funktion des Hafens von Triest als Zugang zu dem mitteleuropäischen Wirtschaftszentren, entlang der Handelswege in den mittleren und fernen Osten. Österreichische Industrieerzeugnisse wurden nun auch in der Türkei, in Ägypten und Syrien abgesetzt. Ab 1867 wurden die alten Hafenanlagen, die dem wachsenden Handel nicht mehr entsprachen, ausgebaut. Zuerst wurde der nördlich gelegene Freihafen (punto franco) erweitert. 1880 betrug die Umschlagsmenge in den Triestiner Häfen 1,225 Millionen Tonnen. Bis 1912 stieg diese Menge auf 4,573 Mio. t. 1883 wurde der 30 Millionen Kronen teure Hafenumbau im Süden der Stadt vollendet. Die Lagerflächen sowie der neue Südbahnhof (stazione meridionale), der noch heute als einziger Personenbahnhof der Stadt besteht, wurden großteils auf aufgeschüttetem Land errichtet. Der wichtigste Bahnhof bis 1918 war jedoch der Staatsbahnhof (stazione della stato). Zwischen ihm und dem Lloydareal erstreckte sich der neue Hafen (porto nuovo), der ab 1898 ausgebaut wurde und bis zum Ende der Monarchie Josephs-Hafen hieß. Die größte Schifffahrtsgesellschaft Österreich-Ungarns war damals der Österreichische Lloyd, die auch weltweit eine der größten Reedereien war und ihren Sitz in Triest hatte.

### Alter Hafen

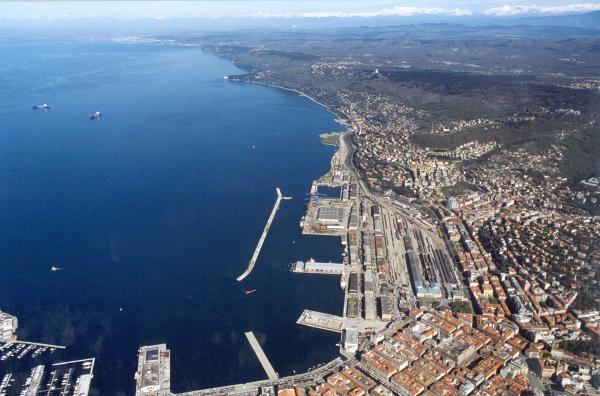
Der Alte Hafen (Porto Vecchio)

Triest war neben den Anlagen in Buenos Aires, Kalkutta und Hamburg einer der ersten Häfen weltweit, der mit einer hydrodynamischen Anlage ausgestattet wurde. Das Gebäude hierfür befindet sich hinter dem Hauptpier und wird durch zwei Türme an der Hauptfassade gekennzeichnet. Die Anlage versorgte verschiedene Kaikräne sowie Kräne und Hubanlagen der Speicherhäuser mit Strom. Seit 1983 wird sie nicht mehr betrieben. Die Anlage und das Gebäude sind beispielhaft für die k.k. Industriearchitektur dieser Zeit und Industriedenkmale für die Vergangenheit des Hafens.
Das Gebiet des Alten Hafens ist von großer städtebaulicher Bedeutung für Triest und bietet der Stadt die Möglichkeit einer kulturellen und kommerziellen Wiedernutzung im maritimen Geist der Stadt. Im Jahr 2017 begannen die Arbeiten für die Sanierung des alten Hafens, um den „Porto Vecchio“ mit seiner Fläche von ca. 230.000 wiederzubeleben.

### Moderne Hafenerweiterungen
Seit Anfang der 1970er Jahre entwickelte die Hafenbehörde den Neubau eines sogenannten Südhafens. Der Hafen Triest will durch eine bessere Vorlaufinfrastruktur von Straßen und Schienen das Nutzungsspektrum des Hafens erweitern: Triest erweiterte ab 2006 das Hafenterminal Scalo Legnami (GCT) mit einem Investitionsvolumen von 50 Mio. Euro um 70 Mio. Quadratmeter mit dem Ziel, die Konkurrenzfähigkeit des Hafens zu stärken. Um die Bahnverbindungen, das Straßennetz und die Logistik des Hafens zu verbessern, förderte die italienische Regierung das Projekt mit 560 Millionen Euro.
2019 gewährte die Europäische Investitionsbank (EIB) einen Kredit in Höhe von 39 Millionen Euro. Der Hafen erhielt auch 6,5 Mio. Euro von der EU-Kommission (aus der Connecting Europe Facility). Mit dem Geld wurde oder wird im Rahmen des Projekts "TriesteRailPort" das 70 Kilometer lange Schienennetz im Hafengelände Triest ausgebaut. Es ist mit nationalen (unter anderem Bahnstrecke Udine–Triest) und internationalen Bahnstrecken (unter anderem Spielfeld-Straß–Triest) verbunden.

## Lage und Anbindung

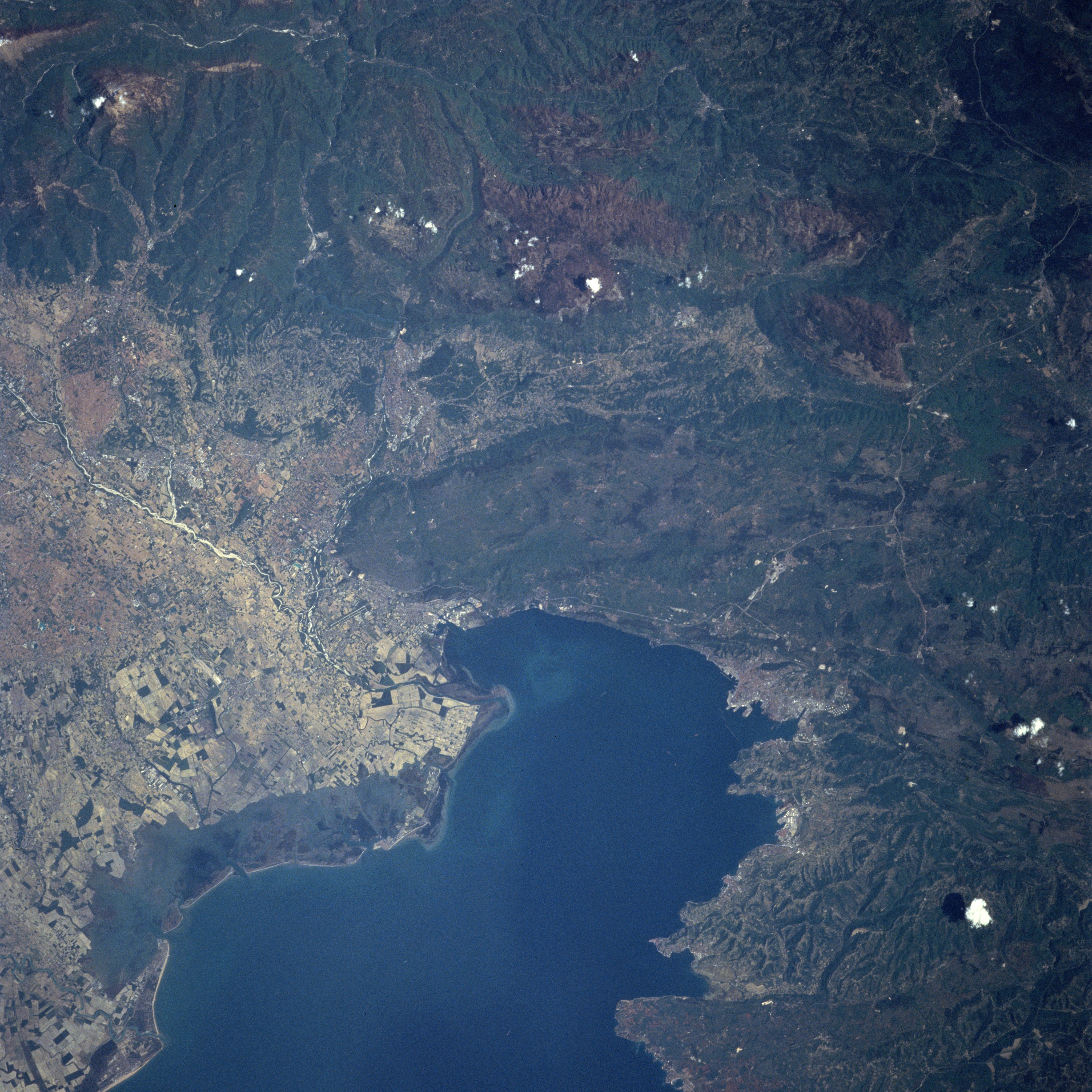
Satellitenbild der oberen Adria und Julische Alpen

## Verkehr
Der Hafen von Triest ist einer der größten italienischen Häfen und, aufgrund seiner besonderen Lage, auch einer der wichtigsten Handelshäfen für Österreich, Süd-Bayern, Tschechien und die Slowakei. Der Außenhandel Österreichs wird jedoch seit einigen Jahren stärker über den in seiner Lagegunst konkurrierenden Hafen Koper abgewickelt. Auch der überseeische Handel Sloweniens wird zu einem großen Teil über den Hafen Koper abgewickelt; der Handel Kroatiens und Ungarns über den Hafen Rijeka.
Im Jahr 2016 betrug der Güterumschlag im Hafen 59 Mio. Tonnen, davon 43 Mio. Tonnen Flüssiggut wie Rohöl, das über das Terminal SIOT weitergeleitet wird (über die Transalpine Ölleitung in Richtung Österreich/Schwechat und Deutschland/Ingolstadt#Ölindustrie und Abzweig zum bayerischen Chemiedreieck, mit einer Abzweigung bis nach Tschechien). Das restliche Ladungsaufkommen war festes Massengut (2 Mio. t) wie Kohle, Holz, Mineralstoffe, Getreide und Ölsamen. Der Umschlag von Containern war mit 486.507 TEU (2016) relativ gering.
2021 waren es u. a. 36,6 Mio. Tonnen Rohöl, 69.123 Tonnen Chemikalien und 571.791 Tonnen Trockenschüttgut. 399.173 TEU kamen an und 358.070 TEU verließen den Hafen.
Der Hafen Triest ist zudem ein bedeutender Fähr- und Kreuzfahrthafen mit mehreren Routen, die den Hafen bedienen.

## Werften
- Fincantieri
- Officina Navale Quaiat
- Fassmer GmbH

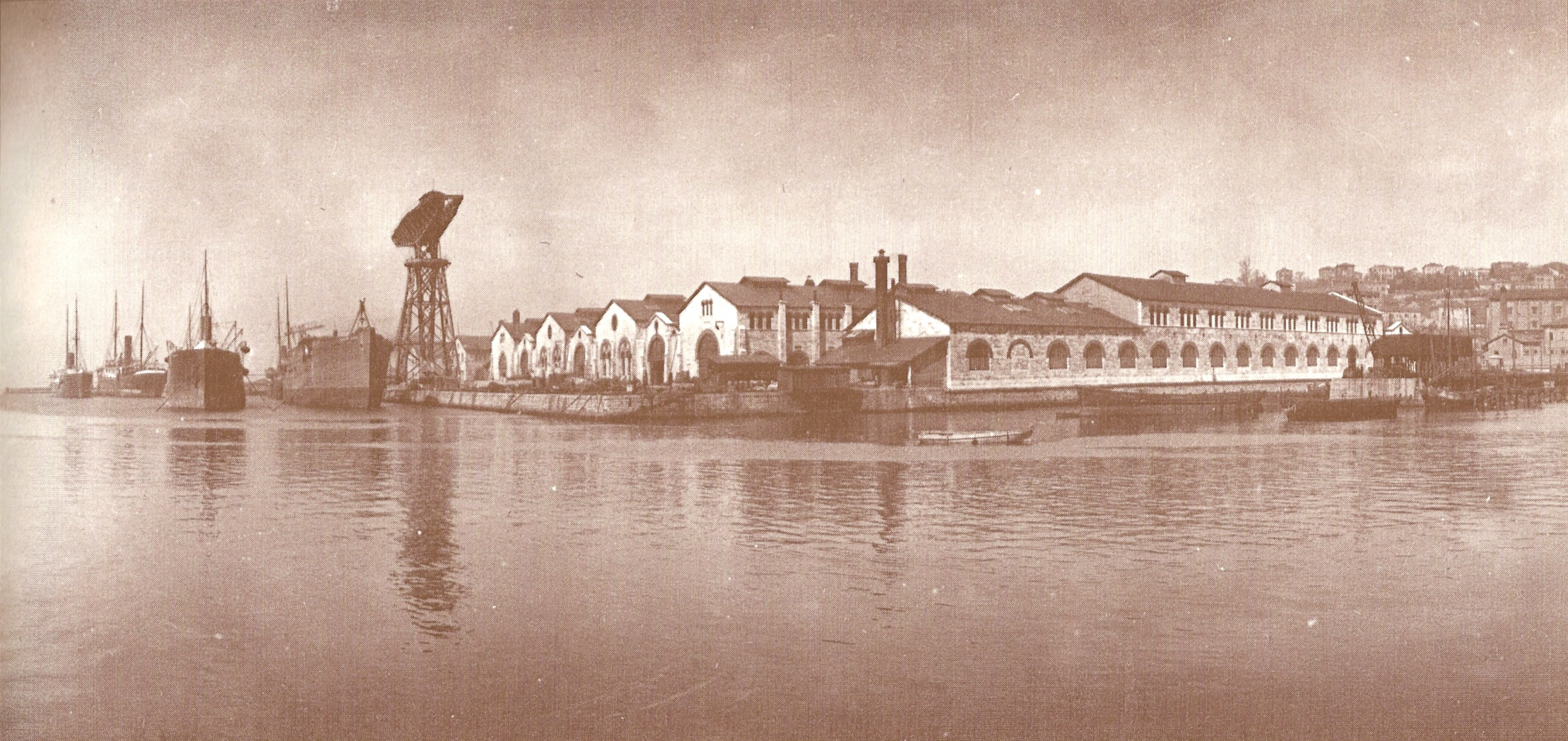
Das ehemalige Lloyd-Areal im Südosten der Stadt

- Werft San Marco, 1839/1840 (historisch)
- Werft San Rocco (historisch)
- Werft Giuseppe Tonello, 1852 (historisch)
- Lloyd-Areal, 1860 (historisch)

## Reedereien
- Adria Maritime
- Austro-Americana (historisch)
- CMA CGM
- Costa Kreuzfahrten (Kreuzfahrten)
- Cosco Hong Kong Group
- Evergreen Marine Corporation
- Hapag-Lloyd Cruises (Kreuzfahrten)
- Italia Marittima (bis 2006: Lloyd Triestino, zuvor Österreichischer Lloyd)
- Maersk Line
- MSC – Mediterranean Shipping Company
- Zim Integrated Shipping Services

## Hafen- und Schiffsgesellschaften
- Vereinigung der Spediteure des Hafens von Triest
- Italienische Vereinigung Reeder der Schifffahrtslinien
- Italienische Vereinigung Freier Reeder
- Compagnia Lavoratori Portuali Di Trieste
- Körperschaft der Lotsen von Triest
- Arbeitsgemeinschaft Alpen-Adria